# Cartographie du bruit

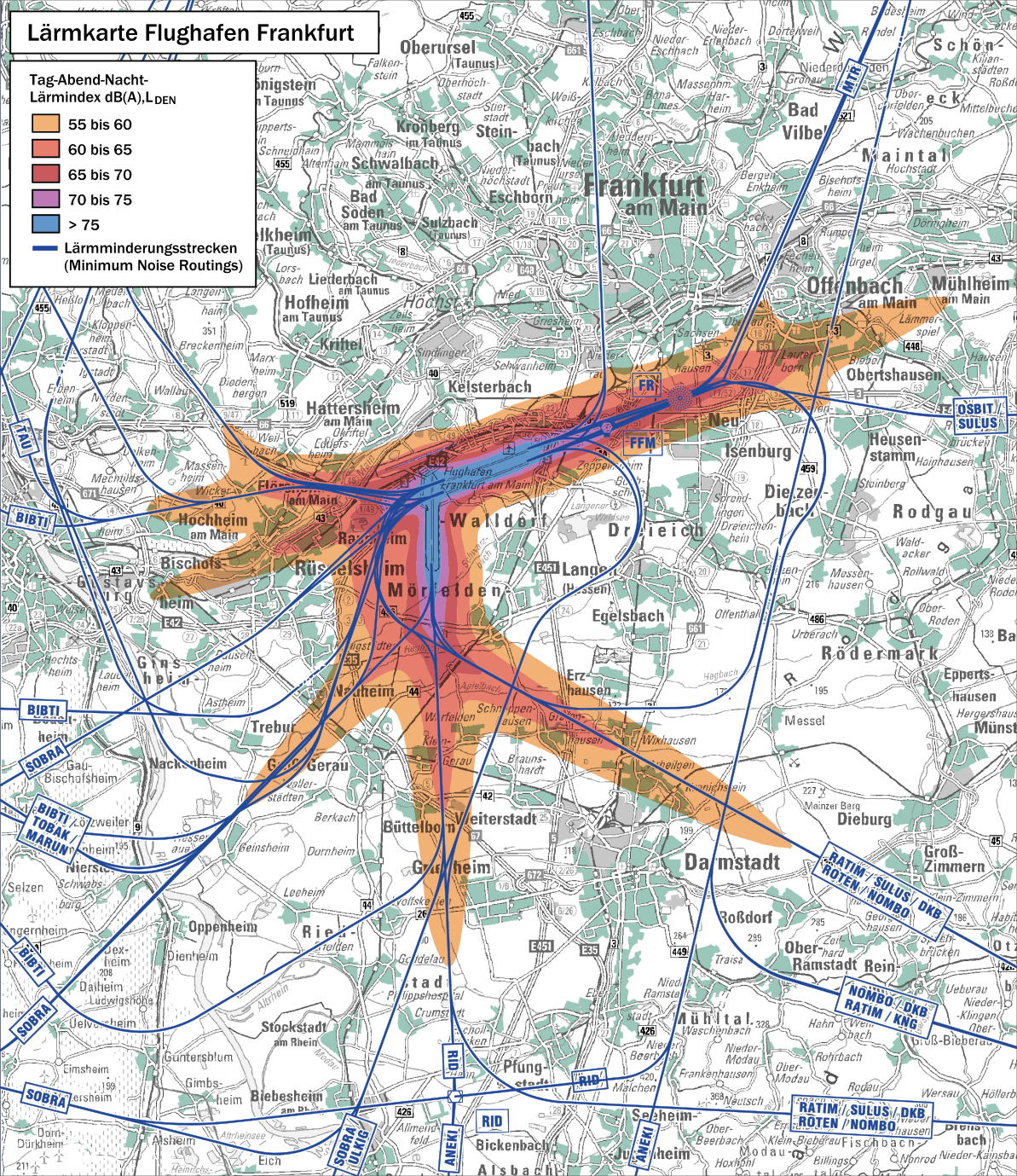
Cartographie du bruit autour de l'Aéroport de Francfort.

Une carte de bruit (ou carte d'exposition au bruit) est une carte (2D ou 3D) représentant, généralement par des codes de couleur, l'exposition (moyenne) au bruit ambiant.
Les cartes de bruit peuvent être :
- mono-exposition : ex : cartographie du bruit des voies ferrées ;
- multi-expositions : ex: carte générale de synthèse ou carte d'exposition au bruit routier et au bruit aérien… ;
- associée à un segment temporaire (matin, journée, nuit…) ;
- faite avant ou après un projet particulier, ou à l'échelle d'un quartier, d'une ville, d'une conurbation ;
- réalisée sur la base d'un modèle et/ou de campagnes de mesures de terrain.

## Pourquoi cartographier le bruit

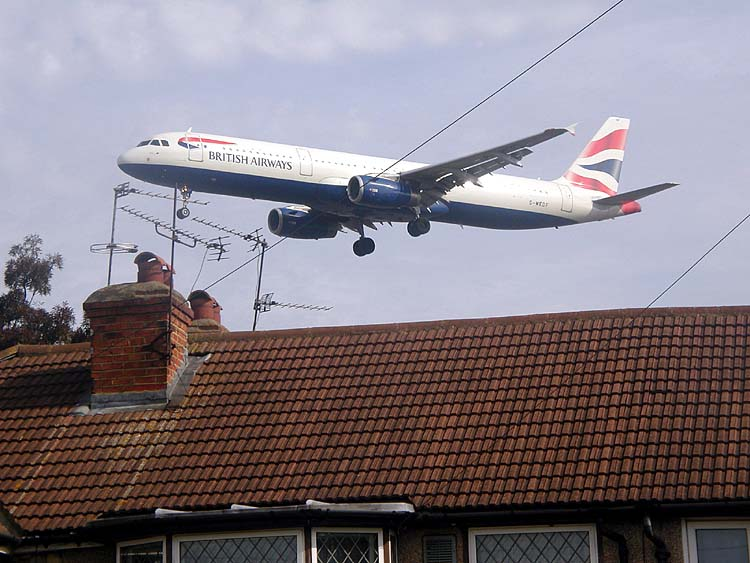
Les zones différentiellement touchées par le bruit des avions sont parmi les plus difficiles à cartographier en raison de la complexité des interrelations entre le trafic aérien, la météo et la rugosité du sol et des constructions

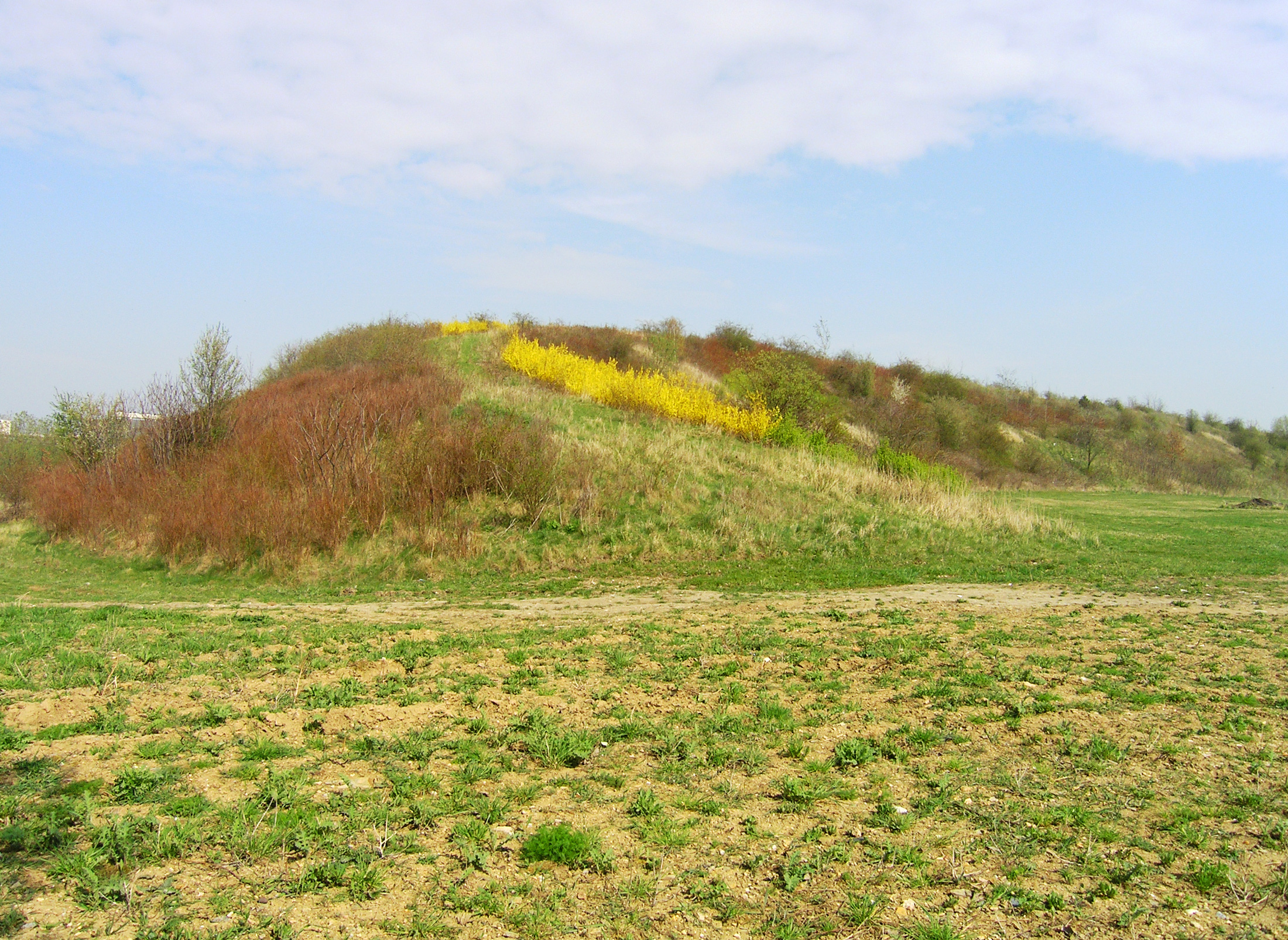
écran anti-bruit, de terre (à Prague)

Le bruit subi est une source de stress et de dégradation de la santé. Il est en zone urbaine ou industrielle une des premières sources de plaintes des habitants.

Pour lutter contre cette nuisance, il faut connaître :
- les sources (mobiles ou fixes) ;
- l'intensité et la nature du bruit, et ;
- l'exposition (qui, quand, où et comment y est exposé ?).

Pour élaborer des stratégies plus efficaces, divers systèmes et modèles de cartographies du bruit sont apparus.

Dès la fin des années 1990, et de plus en plus souvent, ce sont d'abord les grandes conurbations, puis les constructeurs de grandes infrastructures qui ont cartographié le bruit pour :
- mieux le maitriser afin d'améliorer la qualité de vie, voire la sécurité et la santé ;
- pour communiquer sur des bases communes et spatialisées avec les habitants et les acteurs sources de bruit ;
- parfois aussi pour des raisons écologiques, afin de limiter le dérangement pour la faune. C'est un des éléments à prendre en compte dans la cartographie des corridors biologiques ;
- pour les Études d'environnement d'un projet routier préalables aux études d'impact et enquêtes publiques ;
- pour des observatoires de l'environnement (observatoire du bruit, observatoire des impacts de ces infrastructures… quand ils existent) ;
- pour dimensionner et bien positionner les écrans acoustiques

### La cartographie stratégique du bruit
Telle que définie par l'Europe, elle doit comprendre :
- une représentation des niveaux de bruit,
- un outil de dénombrement de la population exposée, et de quantification des nuisances
- les éléments permettant d'élaborer des plans d'action (y compris pour restaurer ou préserver des zones calmes).

Le bruit étant souvent géographiquement associé aux transports et à l'industrie lourde, les cartes de bruit sont aussi une source d'indices de pollution ou de problèmes en matière de santé environnementale.

## Pluridisciplinarité
Ce travail nécessite la coopération d'acousticiens, cartographes, ingénieurs en santé-environnement, urbanistes, spécialistes de la métrologie (mesure du bruit), de l'isolation phonique, modélisateurs et informaticiens, mais aussi de pédagogues et d'évaluateurs…

## En Europe
Environ 20 % des Européens seraient particulièrement gênés par un bruit ambiant excessif et surtout par le bruit des transports terrestres.
En juillet 2002, l'Union européenne a adopté une directive,transposée en droit français, offrant un cadre harmonisé et obligatoire pour les 25 États-membres afin qu'ils puissent mieux lutter contre les nuisances sonores induites par les infrastructures de transports terrestres et aérien, ainsi que par certaines industries, au moins dans les grandes agglomérations.
Les cartes de bruit stratégiques, obligatoires, auraient dû toutes être publiées avant fin 2007 et mises mises à disposition du public avant cette date, pour ensuite être actualisées tous les cinq ans, afin de ;
- Produire ou améliorer de plans de prévention ;
- Produire ou améliorer de plans de réduction du bruit ambiant ;
- Préserver un réseau de zones de calme.

Chaque agglomération européenne de plus de 250 000 habitants devait disposer de cartes de bruit pour son territoire avant le 30 juin 2007 ; ceci pour l'exposition aux bruits émis par les infrastructures terrestres (aéroports, voies ferrées, réseaux routiers) et les sources industrielles (généralement des ICPE en France). Les « plans de prévention de l'exposition au bruit » (PPEB) devaient théoriquement être finis avant le 18 juillet 2008.

Pour les agglomérations de plus de 100 000 habitants, l'échéance était fixée au 30 juin 2012 pour les cartes et au 18 juillet 2013 pour les plans de prévention (...de même pour les autres infrastructures de transport concernées).

Les communes plus petites ou d'autres types de territoires (parcs naturels ou autres types d'aires protégées) peuvent faire ce travail volontairement.
La directive européenne 2002/49/CE sur l'évaluation et la gestion du bruit dans l'environnement vise, au moyen de cartes de bruit stratégiques à évaluer de façon harmonisée l'exposition au bruit dans les 25 États-membres  Ces cartes doivent pouvoir contribuer à prévenir et corriger (réduire) les effets du bruit.

### En France
La directive européenne sur le bruit a été transposée par un décret du 24 mars 2006 modifiant le code de l’environnement et le code de l’urbanisme. Un Conseil national du bruit existe, ainsi que le bureau d'étude de l'EAR (Étude sur l'Accousité Réglementaire), qui peuvent s'appuyer sur des programmes de recherches tels que le PREDIT (programme national de recherche et d'innovation dans les transports terrestres, doit encadrer les "Plans de prévention du bruit dans l'environnement" (PPBE) Au sein du PREDIT, les 21 sujets de recherche portant sur le bruit ont représenté 3 % des 360 M€ de fonds publics du programme).
Le groupe du Grenelle de l'environnement dédié au bruit (COMOP no 18) a dans son rapport (finalisé par le Centre d'information et de documentation sur le bruit) en février 2008, mais publié en juillet 2008 (25/07/2008) estimé qu'il y avait 30 000 points noirs à traiter autour des 10 grands centres aéroportuaires, 120 000 près des routes nationales et dix fois plus pour le réseau routier.
27 millions d'habitants sont en France concernés par la Directive Bruit, dans 58 agglomérations (de plus de 100 000 habitants), dont 24 de plus de 250 000 habitants.
Le COMOP Bruit a proposé :
- des observatoires du bruit des grandes agglomérations ;
- des réseaux de mesures du bruit ;
- l'information la formation des pouvoirs publics, élus, professionnels et du public ;
- développer la recherche en cartographie du bruit, la définition d'indicateurs plus pertinents ;
- évaluer les informations et effets sur les territoires ;

… en complément du travail des comités départementaux de suivi des cartes de bruit et des plans de prévention du bruit dans l'environnement (présidés par le préfet, devant suivre l’élaboration des CBS et des PPBE et "veiller à ce que l’information soit largement diffusée auprès du public").
Les PPBE et doivent s'appuyer sur les cartes d'exposition au bruit pour définir :
- leurs objectifs de réduction du bruit (notamment là où les valeurs limites sont dépassées) ;
- leurs mesures préventives ou de réduction du bruit ambiant (à revoir tous les cinq ans) ;
- les budgets et calendriers de mise en œuvre des mesures ;
- évaluer ex-ante la diminution du nombre de personnes exposées.

Le travail de cartographie a pris un retard important, avec  une mise en ligne de la liste des cartes déjà réalisées et le moyen de les consulter (dont via l'Internet lorsque c'est possible) en juin 2009 (au lieu de 2007).

Mi 2009, une vingtaine de communautés de communes avaient finalisé leurs premières cartes.
- plus d'un soixantaine de cartes sur le bruit des lignes TGV et "conventionnelles, dont une seule (Aix-les-Bains - Montmélian via Chambery) était en ligne mi 2009" (782 km de ligne, alors que 1 781 km auraient déjà dû être cartographiées pour le bruit).
- hormis pour Le Bourget, les cartes de bruit des grands aéroports étaient finies et consultables sur Internet (Aéroports de Bâle-Mulhouse, Bordeaux, Lyon, Marseille, Nice, Paris-Charles-de-Gaulle, Paris-Orly et Toulouse), restent à réaliser, valider et mettre à jour les Plans d'exposition au bruit au voisinage des aéroports[6], pour environ 250 aéroports[6]
- pour les routes, 22 départements seulement avaient mi-2009 fini et publié leurs cartes.

## Éléments de méthode
Divers indicateurs sont retenus pour la cartographie de bruit
- Ce sont principalement des niveaux de bruit (moyennes exprimées en dB, à partir de séries longues de données, couvrant au moins les différentes heures de la journée et de la nuit, mais aussi les 4 saisons d'une année). Le bruit est donc mesuré ou estimé le matin, le jour et la nuit (car la nuit le bruit est moins supportable et le niveau sonore du bruit de fond aussi appelé niveau résiduel diminue).

Les cartes de bruit sont de plus en plus faites à partir de modèles mathématiques et informatiques, à caler sur le terrain par des campagnes de mesures (au moyen de sonomètres). De telles campagnes sont utiles car la nature réfléchissante ou au contraire absorbante de certains matériaux, les effets de turbulence et de l'hygrométrie peuvent être source de différences significative entre l'exposition calculée par un modèle et la réalité.
Une grille de points de calcul est choisie comme base du modèle, puis une exposition pour tous les points du territoire est calculée à partir d'outils d'interpolation, et généralement dessinée par un outil cartographique de type SIG. Ce dernier présente graphiquement, pour un territoire donné, les continuums (estimés) de niveaux de bruit.
Des outils plus sophistiqués permettent de produire :
- des cartes animées qui peuvent mettre en évidence les différences horaires ou saisonnières ;
- des cartes affinées, plus précises ou tenant compte de la hauteur et profondeur des éléments du paysage, pour par exemple tenir compte des différences d'exposition des habitants selon l'altitude des étages qu'ils habitent ;
- des cartes en faux relief, éventuellement animées peuvent mettre en valeur certains éléments utiles pour l'aide à la décision. par exemple, sur une telle carte animée, les zones de bruit intense peuvent être figurées par des montagnes, une autoroute apparaissant alors comme un mur dans le paysage, L'altitude de ce "mur" décrit l'intensité du bruit et elle peut varier selon les heures de la journée. Ce type de carte peut aussi être utilisé en écologie du paysage pour l'étude du bruit comme facteur de fragmentation écopaysagère).

Certains modèles utilisés pour les cartes de bruit sont empiriques (ex : INM pour la cartographie de l'exposition au bruit de certains aéroports), mais on utilise plus souvent des modèles fondés sur les théories de la physique de la propagation des sons dans l'espace  (définies par  ISO 9613).
L'utilisation de ces logiciels est devenue facile, mais la précision des résultats dépend beaucoup de la qualité des données entrées dans les modèles. Pour s'assurer de la qualité du rendu, des mesures de terrain doivent être faites d'abord pour caler le modèle, puis pour valider la carte finale. S'il n'y a pas accord avec les prévisions et que ce désaccord ne peut être expliqué par une source anormale ou inhabituelle de bruit, le calcul est à reprendre.

Une des difficultés pour les modélisateurs est le manque de modèles numériques de terrain assez précis. (MNT). Construire un  bon modèle acoustique s'avère encore très complexe et requiert des consultants expérimentés. Les modèles et simulations sont nécessaires pour toutes les phases de planification, pour prendre de meilleures décisions alors que les mesures de terrain ne sont pas encore possibles.
Habituellement, des codes de couleurs représentent au moins cinq gammes de dB(A) (séparés par des Isolignes). Habituellement, le rouge désigne les zones statistiquement exposées aux fortes nuisances sonores et le vert les zones les moins exposées 
Les cartes et légendes sont conçues pour aider à hiérarchiser les enjeux et les urgences, identifier les « points noirs » et les zones de calmes ou pour une évaluation préalable des plans d'action.
« Les cartes de bruit stratégiques » doivent en Europe permettre d'estimer le nombre de personnes exposées dans chacune des  cinq gammes de dB(A). Les niveaux sonores de façade sont calculés ou estimés à partir de ce type de carte.

## Exemples

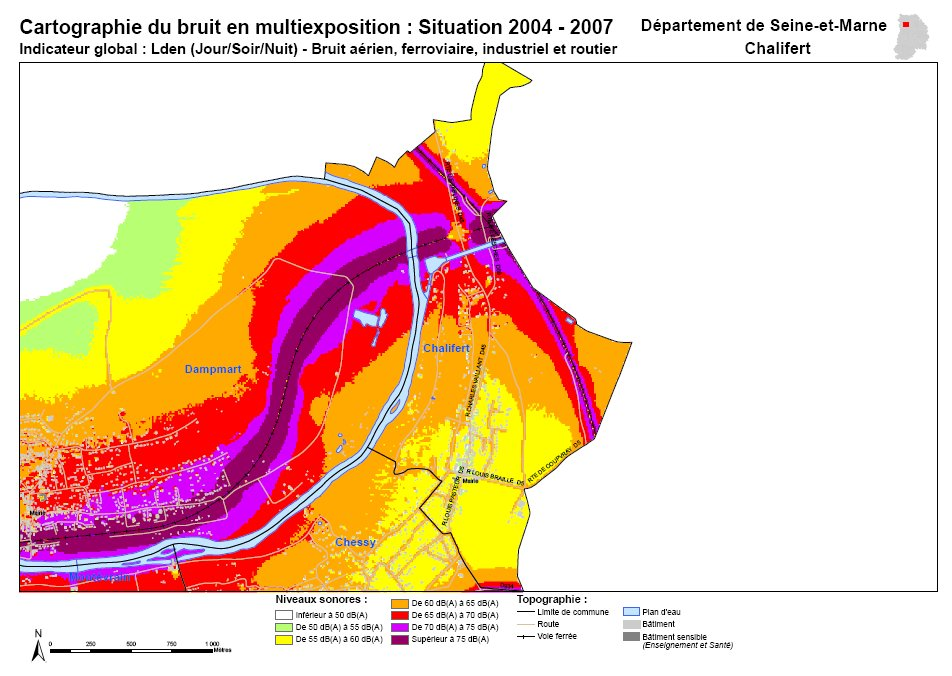
Carte de bruit multi-exposition Lden de Chalifert

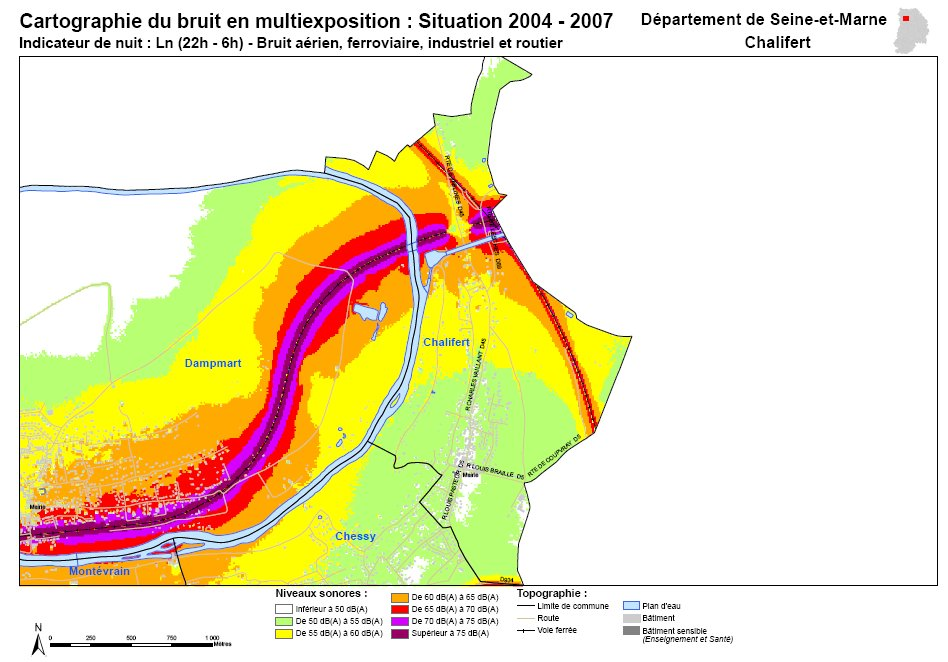
Carte de bruit multi-exposition Ln de Chalifert

Les cartes de bruit doivent être élaborées pour les grandes infrastructures et dans les grandes agglomérations. Le village de Chalifert, inclus dans l'agglomération parisienne a, avec le Conseil général de Seine-et-Marne élaboré ses cartes de bruit.
Selon la carte multi-expositions (ci-contre) qui présente les données globales, Chalifert est surtout exposée au bruit ferroviaire, le bruit routier étant globalement plus diffus et modéré.

En effet, la totalité de la population est exposée à moins de 65 dB(A) vis-à-vis du bruit routier, pour l’indicateur LDEN (Level Day Evening Night), et à moins de 55 dB(A) pour la période nocturne (indicateur LN). En revanche, 14 % de la population sont potentiellement exposés à des niveaux de bruit « ferroviaire » dépassant 65 dB(A) en LDEN, et 8 % restent exposés à plus de 60 dB(A) en LN.
Les données d’exposition de la population au bruit global (cumul des sources) sont très proches de celles du bruit ferroviaire, montrant clairement que la problématique de bruit dans l’environnement sur la commune de Chalifert est essentiellement d’ordre ferroviaire. La population n’est pas exposée aux bruits industriels et aériens, du moins au sens des critères de représentation cartographique pris en considération dans le cadre de l’application de la Directive Européenne.
L'étude conclut que l’environnement sonore de la commune de Chalifert est modérément affecté par le bruit, malgré la présence de bruit ferroviaire dans le nord de la commune. Les secteurs les plus urbanisés sont peu touchées car éloignés des axes majeurs, et aucun dépassement potentiel de valeurs limites moyennes n'est relevé ou présumé par le modèle.
Chalifert n'abrite cependant plus de « zone calme » étendue (en ce qui concerne les niveaux sonores exprimés selon le critère LDEN < 50 dBA). Mais quelques taches de calme apparaissent à proximité du bourg, susceptibles de faire l’objet d’actions de préservation du calme dans le cadre du PPBE, en lien avec la nature de l’occupation des sols et d'éventuels projets de protection ou valorisation de la nature.
Le bureau d’étude a préconisé une concertation avec Réseau ferré de France (RFF) - et si possible avec les communes voisines aussi concernées par le bruit des trains pour évaluer les possibilités de réduire les nuisances sonores, nocturnes notamment.

### Logiciels
- NoiseModelling (Outil gratuit et open-source)
- CadnA
- IMMI
- I-Simpa
- MAPSON est un Code de Cartographie acoustique utilisé par les industriels pour modéliser la propagation sonore en environnement.
- MITHRA-SIG
- Predictor
- SoundPlan

## France
1. Cartes du réseau ferroviaire (Excel-44ko)
2. Cartes des agglomérations (Excel-128ko)
3. Cartographie du bruit des aéroports
4. Cartes des axes routiers (Excel-104ko)